# Archidiecezja São Luís do Maranhão
Archidiecezja São Luís do Maranhão (łac. Archidioecesis Sancti Ludovici in Maragnano) – archidiecezja Kościoła rzymskokatolickiego w Brazylii. Należy do metropolii São Luís do Maranhão i wchodzi w skład regionu kościelnego Nordeste V. Została erygowana przez papieża Innocentego XI bullą Super universas w dniu 30 sierpnia 1677.
2 grudnia 1921 papież Benedykt XV utworzył metropolię São Luís do Maranhão podnosząc diecezję do rangi archidiecezji.